# Liga de Voleibol Superior Femenino 1991
La Liga de Voleibol Superior Femenino 1991 si è svolta nel 1991: al torneo hanno partecipato 7 franchigie portoricane e la vittoria finale è andata per la terza volta consecutiva alle Leonas de Ponce.

## Regolamento
La competizione prevede che le sette squadre partecipanti si sfidino, per circa due mesi, senza un calendario rigido, fino a disputare diciotto partite ciascuna. Le prime quattro classificate accedono ai play-off scudetto: 
- in semifinale le quattro formazioni qualificate ai play-off disputano un doppio round-robin;
- le prime due classificate alle semifinali accedono alla finale scudetto, che si gioca al meglio delle sette gare.

## Squadre partecipanti
| - Capitanas de Arecibo - Chicas de San Juan - Criollas de Caguas - Leonas de Ponce | - Mets de Guaynabo - Pinkin de Corozal - Volleygirls de Guayanilla |

## Campionato

### Regular season

#### Classifica
| Pos. | Squadra                   | Pt    | G  | V  | P  | SV | SP | Ratio | PF | PS | Ratio |
| ---- | ------------------------- | ----- | -- | -- | -- | -- | -- | ----- | -- | -- | ----- |
| 1    | Leonas de Ponce           | 1.000 | 18 | 18 | 0  | -  | -  | -     | -  | -  | -     |
| 2    | Mets de Guaynabo          | 0.722 | 18 | 13 | 5  | -  | -  | -     | -  | -  | -     |
| 3    | Criollas de Caguas        | 0.611 | 18 | 11 | 7  | -  | -  | -     | -  | -  | -     |
| 4    | Chicas de San Juan        | 0.555 | 18 | 10 | 8  | -  | -  | -     | -  | -  | -     |
| 5    | Volleygirls de Guayanilla | 0.277 | 18 | 5  | 13 | -  | -  | -     | -  | -  | -     |
| 6    | Pinkin de Corozal         | 0.222 | 18 | 4  | 14 | -  | -  | -     | -  | -  | -     |
| 7    | Capitanas de Arecibo      | 0.111 | 18 | 2  | 16 | -  | -  | -     | -  | -  | -     |

| Ammesse ai play-off scudetto |

## Classifica finale
| Pos | Squadra                   |
| --- | ------------------------- |
| 1   | Leonas de Ponce           |
| 2   | Criollas de Caguas        |
| 3   | Chicas de San Juan        |
| 4   | Mets de Guaynabo          |
| 5   | Volleygirls de Guayanilla |
| 6   | Pinkin de Corozal         |
| 7   | Capitanas de Arecibo      |